# 劉貴立
劉貴立（1943年7月28日—2009年12月17日），祖籍瀋陽市，中華民國空軍二級上將，生於貴州，於2004年至2006年間接替李天羽出任空軍總司令，卸任空軍總司令後轉調總統府戰略顧問，是空軍繼烏鉞之後，唯二的非戰機飛行員、而是飛運輸機出身的空軍總司令，也是唯一一位任內零飛安事故的空軍總司令，並在卸任空軍總司令3年後因操勞過度而早逝。

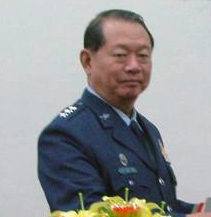
空軍上將劉貴立

## 生平
劉貴立是空軍軍官學校46期、三軍大學空參院64年班、戰爭學院77年班畢業；歷任中隊長、大隊長、參謀長、聯隊長、總司令辦公室主任、空军总司令部情报署副署长、空军总司令部人事署署長、防警部司令。1994年6月，调任中华民国国防部督察部督考官。1995年12月21日，授空军中将衔，后任空军总司令部副总司令。2002年1月升任空军总司令。2006年2月，转任总统府战略顾问。劉貴立上將獻身空軍四十餘載，勳業彪炳、節操清廉、待人寬厚，深獲官兵愛戴，參與各項作戰任務，功勳卓著，曾多次獲頒楷模、懋績、干城、復興 、忠勤等勛(獎)章卅四座，厥功至偉。    　
並於任職空軍總司令一年九個月期間，建立風險管理制度，使飛安工作有計畫、有作為的執行，任內沒有發生任何的飛安一級事故，達成了「飛安零事故」的目標。    其總司令任內完成「精進案」、鷹眼機作戰效能提升、C4ISR系統整合及構建等重要任務，帶領空軍團隊，成為確保台海空優的精銳勁旅。
劉貴立是中華民國空軍第二位出身運輸機部隊的總司令。而且由於軍方推動「精進案」裁軍，空軍總部降編改稱司令部，其後任就只稱「空軍司令」，因此他也成了最後一位空軍總司令。